# Luka Pibernik
Luka Pibernik, né le 23 octobre 1993 à Ljubljana, est un coureur cycliste slovène, professionnel entre 2015 et 2020.

## Biographie
Luka Pibernik remporte sa première course international lors de la 2e étape du Czech Cycling Tour. La même année, il devient à 19 ans champion de Slovénie sur route.  
En 2015, il signe un contrat avec l'UCI WorldTeam Lampre-Merida, avec laquelle il reste jusqu'à la fin de sa carrière. Dès sa première saison, il décroche un deuxième titre de champion de Slovénie sur route. Au sein de cette équipe, renommée Bahrain-Merida, puis Bahrain-McLaren, il dispute quatre grands tours, dont le Tour de France 2016. Lors de la sixième étape de l'Eneco Tour 2016, il remporte son premier et unique succès dans une course World Tour. Il s'impose au sprint au sein d'un groupe de cinq échappés.
Le 10 mai 2017, il franchit la ligne d'arrivée de la 5e étape du Tour d'Italie, à Messine, en tête. S'étant détaché du peloton, il célèbre ce qu'il croit être une victoire avant de se rendre compte qu'il lui reste un tour de 6 km à effectuer avant la véritable arrivée. Il est rattrapé par le peloton après avoir coupé son effort pour fêter sa prétendue victoire.
Après plusieurs années sans résultats notables, il se retrouve sans contrat à l'issue de la saison 2020 et décide de mettre un terme à sa carrière à 27 ans.

## Palmarès sur route
- 2011
  - 2e du championnat de Slovénie sur route juniors
  - 3e de la Coppa Montes
- 2012
  -  Champion de Slovénie sur route espoirs
  - 3e du championnat de Slovénie sur route
  - 5e du championnat du monde sur route espoirs
- 2013
  -  Champion de Slovénie sur route
  -  Champion de Slovénie sur route espoirs
  - 2e étape du Czech Cycling Tour
  - 3e du Gran Premio Palio del Recioto
  - 3e de la Course de la Paix espoirs
  - 3e du Grand Prix Kralovehradeckeho kraje
- 2014
  - 3e du championnat de Slovénie du contre-la-montre espoirs
- 2015
  -  Champion de Slovénie sur route
- 2016
  - 6e étape de l'Eneco Tour
- 2018
  - 3e du championnat de Slovénie sur route

## Résultats sur les grands tours

### Tour de France
1 participation
- 2016 : 102e

### Tour d'Italie
1 participation
- 2017 : 100e

### Tour d'Espagne
2 participations
- 2018 : 142e
- 2019 : 109e

## Classements mondiaux
| Année           | 2012 | 2013 | 2014 | 2015 |
| --------------- | ---- | ---- | ---- | ---- |
| UCI World Tour  |      |      |      | nc   |
| UCI Europe Tour | 212e | 30e  | 231e |      |